# Danis mamberana
Danis mamberana är en fjärilsart som beskrevs av James John Joicey och Talbot 1916. Danis mamberana ingår i släktet Danis och familjen juvelvingar. Inga underarter finns listade i Catalogue of Life.